# San Leopardo

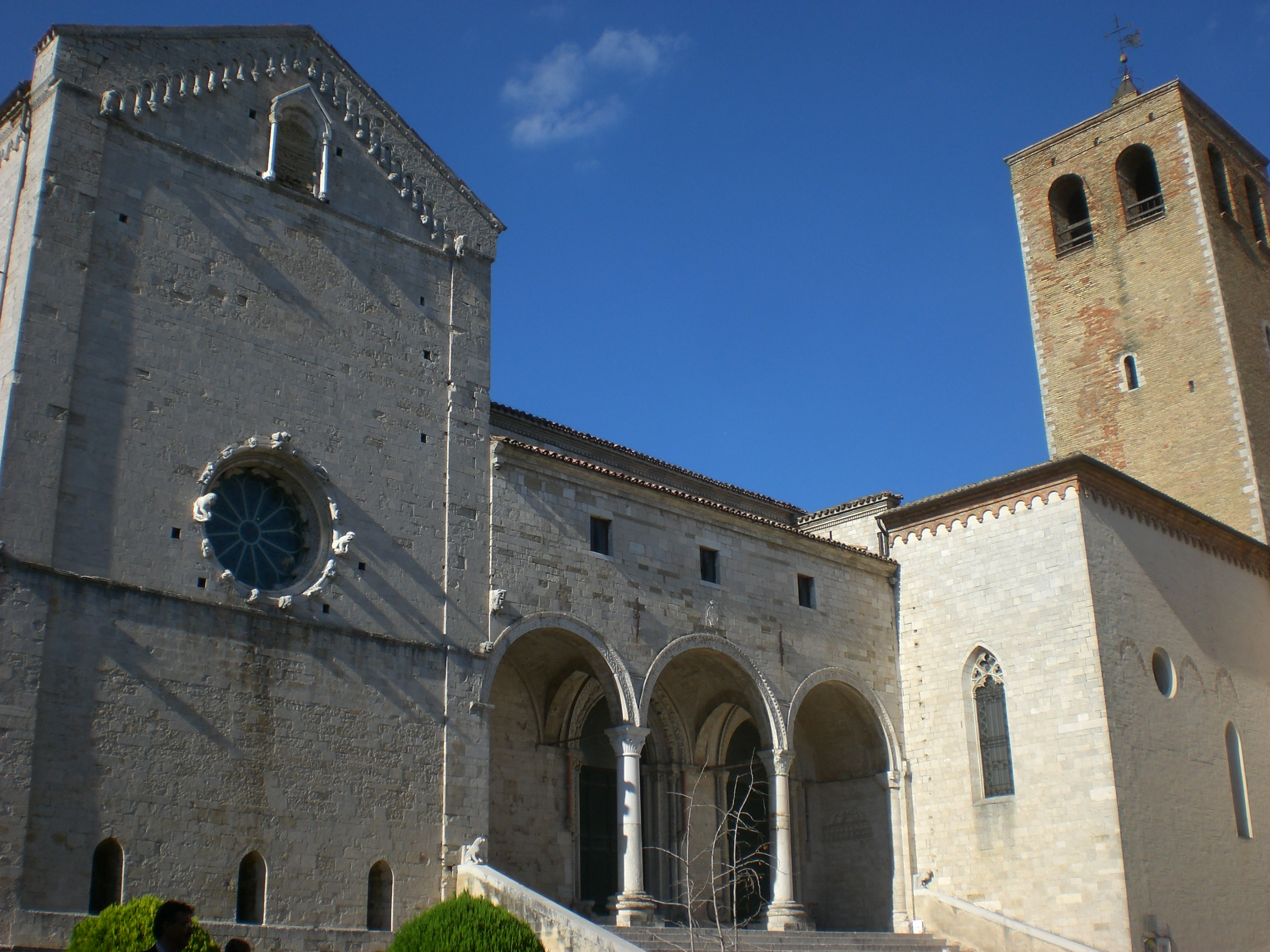
San Leopardo

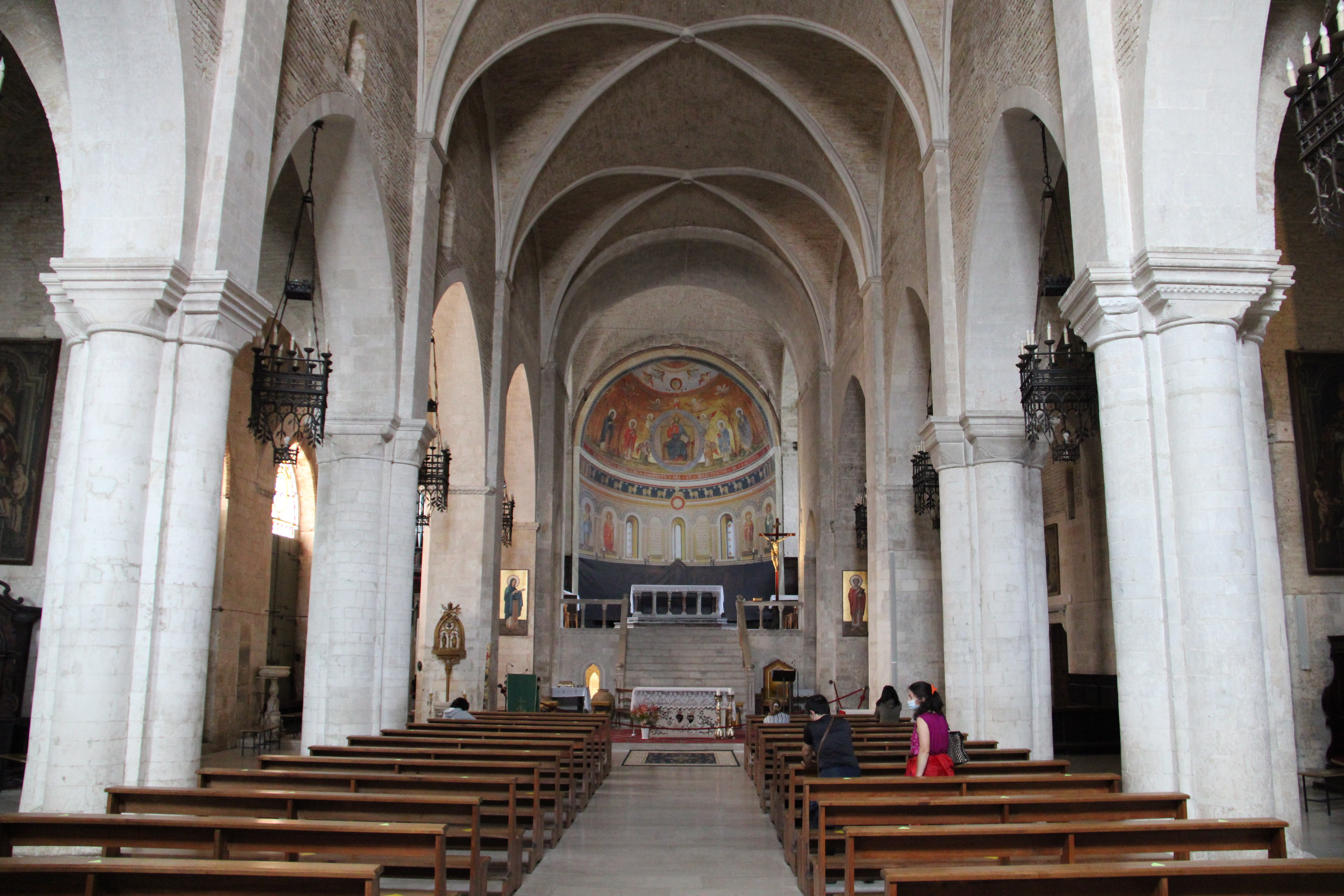
Innenraum

San Leopardo ist eine römisch-katholische Kirche in Osimo in der italienischen Region Marken. Die Konkathedrale des Erzbistums Ancona-Osimo trägt den Titel einer Basilica minor und ist Bischof Leopardus gewidmet. Ausgehend von der ungesicherten Kirche Leopardus’ aus dem 5. Jahrhundert wurde die Kathedrale des Bistums Osimo im 13. Jahrhundert als romanische Kirche errichtet, die später gotisch umgestaltet wurde. Weitere Eingriffe erfolgten bis ins 20. Jahrhundert. Der Duomo San Leopardo ist als italienisches Nationaldenkmal ausgezeichnet.

## Geschichte
Nach lokaler Überlieferung wurde eine erste einschiffige Kirche vom ersten Bischof von Osimo, dem hl. Leopardus, im 5. Jahrhundert auf einem römischen Tempel im Zentrum der Stadt erbaut. Weiterhin verweist eine Steintafel in der Krypta auf Baumaßnahmen unter dem hl. Vitalian im 7. Jahrhundert, für die es ansonsten keine Belege gibt. Unter Bischof Gentile wurde Ende des 12. bis Anfang des 13. Jahrhunderts der heutige Chor mit der seitlich darunterliegenden Krypta erbaut. Die Seitenschiffe wurden vergrößert und der Portikus wurde an der Südseite des Gebäudes errichtet. Für alle architektonischen Renovierungen und die äußeren und inneren bildhauerischen Dekorationen werden dem Wirken von Maestro Filippo zugeordnet.
Ende des 13. Jahrhunderts veränderte Bischof Giovanni die Struktur der romanischen Kirche, indem er gotische Elemente einführte. Im Jahre 1393 wurde das Gebäude durch einen Brand teilweise zerstört. In den folgenden Jahrhunderten fanden zahlreiche Um- und Ausbauten statt, so wurden das Ende des 15. Jahrhunderts Innengewölbe eingezogen. Die Treppe zum Altarraum wurde in der zweiten Hälfte des 16. Jahrhunderts gestaltet, ebenso die heutige Fassade. Im 17. Jahrhundert wurden ein neuer Boden verlegt, die Innenwände verputzt und Seitenaltäre aufgestellt.
In der zweiten Hälfte des 19. Jahrhunderts wurden bei Umgestaltungen einige Arbeiten wie der Treppenaufgang wieder entfernt, ebenso die beiden seitlichen Rampen, die zur Krypta führten und später wieder ersetzt wurden. Zwei neue Seitenkapellen wurden gebaut, aber die Seitenaltäre wurden entfernt, ebenso wie die Medaillons mit den Porträts der Bischöfe der Diözese, die die Innenwände geschmückt hatten. Im Jahre 1956 wurde der gesamte Verputz abgetragen.
1955 verlieh Papst Pius XII. der damaligen Kathedrale den Titel einer Basilica minor. Mit der Neuorganisation der italienischen Bistümer wurde sie 1986 zur Konkathedrale.

## Beschreibung

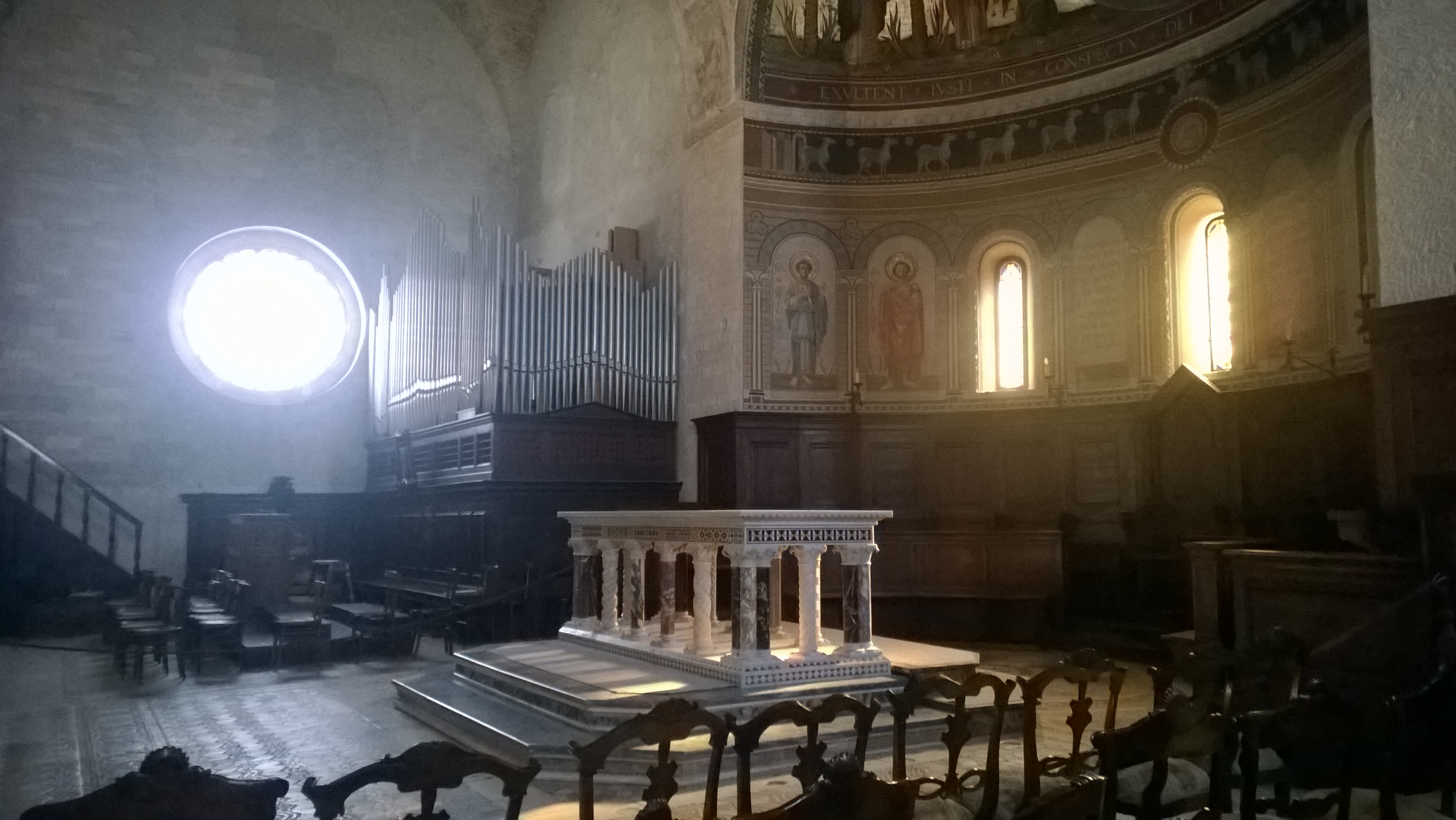
Hauptaltar mit Orgel

Die dreischiffige Basilika ist durch Bögen auf Vierpasssäulen gegliedert. Unter dem Chor befindet sich die Krypta mit acht Jochen, die von Kreuzgewölben auf römischen Kapitellen bedeckt sind. In der Krypta werden die Reliquien der Märtyrer von Osimo, der Heiligen Sisinio, Fiorenzo, Diocleziano und Massimo, und die Gräber des hl. Leopardus, des ersten Bischofs von Osimo und der heiligen Vitalian, des Benvenuto, Victor und Corona aufbewahrt.
Der Zugang zum Chor erfolgt von der Kirche aus über drei Treppen, eine große in der Mitte und zwei kleine an den Seiten. Der dortige Mosaikboden im cosmatischen Stil, auf das 13. Jahrhundert datiert, stellt das Thema des Taufwassers am Fuße des Hochaltars dar, der bis zu seiner heutigen Form im Jahr 1893 mehrmals umgestaltet wurde. Bemerkenswert sind die Chorschranken und das Wandkabinett an der Nordwand, ein Werk des frühen 18. Jahrhunderts. Die heutige Orgel wurde vom letzten residierenden Bischof Domenico Brizi im Jahre 1955 in Auftrag gegeben. Die Kathedra, ein typisches liturgisches Element der Bischofskirchen, hat verschiedene Veränderungen in Bezug auf den Standort und das verwendete Material erfahren.

## Taufkirche und Bischofspalast

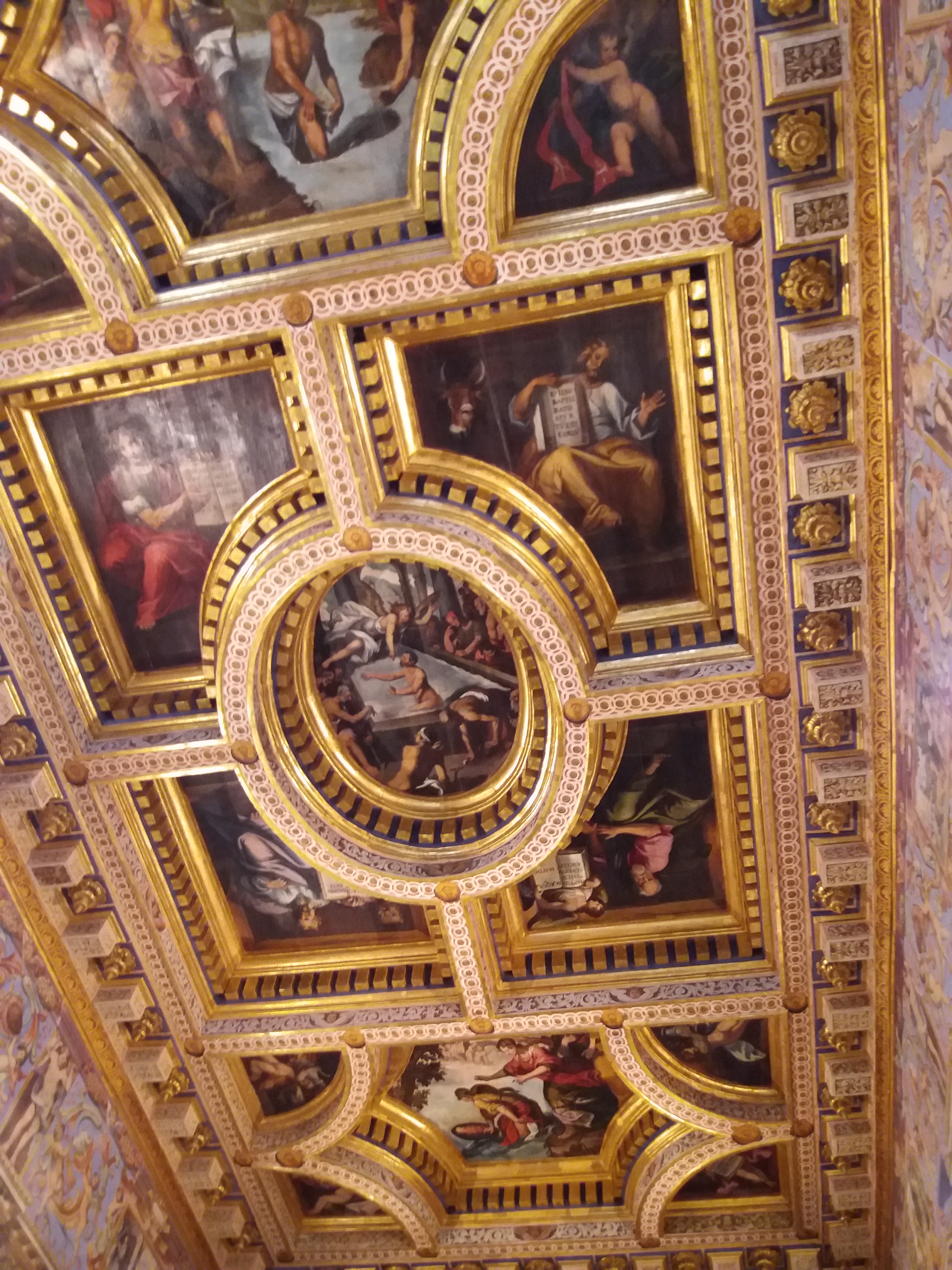
Kassettendecke von San Giovanni Battista

In der Nähe der Kathedrale liegt die Kirche San Giovanni Battista, die im frühen 17. Jahrhundert im Baptisterium aus dem 12. und 13. Jahrhundert gestaltet wurde. Sie besitzt ein bronzenes Taufbecken der Brüder Pierpaolo und Tarquinio Iacometti aus Recanati nach einem Entwurf von Paolo Lombardo und eine Kassettendecke, deren Gemälde an der Kassettendecke von dem Maler Antonino Sarti stammen.
Der alte Bischofssitz neben San Leopardo wurde zum Sitz des Diözesanmuseums, in dem Steinfragmente, Kunstwerke, sakrale Ornamente, bemalte Medaillons der Bischöfe und Reliquienschreine aufbewahrt werden.